# SS Zealandic (1911)

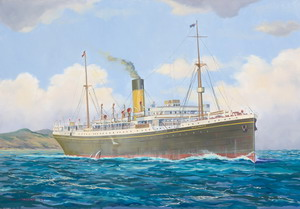
SS Zealandic

SS Zealandic byl parník společnosti White Star Line vybudovaný v roce 1911 v loděnicích Harland & Wolff. Tento parník s tonáží 8 090 BRT sloužil na lince Liverpool - Nový Zéland. Během 1. světové války v letech 1917 - 1919 sloužil jako transportní loď. V roce 1926 byl prodán Aberdeen Line a přejmenován na Mamilius. V roce 1939 byl prodán britskému námořnictvu a upraven na maketu letadlové lodě HMS Hermes. V roce 1942 se srazil s opuštěnou lodí. Než mohl být opraven a vytažen, byl torpédován a potopen ponorkou U-106.